# マルガリータ
マルガリータ（Margarita）は、テキーラをベースとするカクテルである。

## 由来
マルガリータはスペイン語の女性人名である。元々の語源は、ギリシャ語の margarite （真珠。マーガリンの語源でもある）から。
このカクテルにマルガリータの名が付けられた由来には、何種類かが挙げられている。
- 1949年にロサンゼルスのバーテンダー、ジャン・デュレッサーが考案。1949年のUSAナショナル・カクテル・コンテストで3位に入選したことで広く知られるようになった。ジャン・デュレッサーの若き日の恋人マルガリータが、狩猟場で流れ弾にあたり亡くなったのを偲んでつけられたと言われている。
- どんな酒も塩をなめながら飲むガールフレンドのために、1936年にメキシコのホテルのバーテンダーが作り、ガールフレンドの名前をとって名付けた。

## 標準的なレシピ
- テキーラ　1/2
- コアントロー又はトリプルセック（オレンジ風味のリキュール）　1/4
- レモン・ジュース、またはライム・ジュース　1/4

### 作り方
- 上記材料をシェイカーに入れシェイクする。
- 縁をレモンなどで湿らせ、そこに食塩をつけたカクテル・グラスに注ぐ（スノースタイル）。

## レシピの変化
上記にもある通り、1936年にメキシコのバーテンダーが考案したとの説もあり、その時は食塩でスノースタイルにしたカクテルであったという。
ジャン・デュレッサーが、1949年のカクテルのコンテストで発表した時のレシピは、
- テキーラ ＝ 45ml
- ライム・ジュース ＝ 30ml
- レモン・ジュース ＝ 30ml
- ホワイト・キュラソー ＝ 7ml

を、食塩でスノースタイルにしたシャンパングラス（容量120ml以上）に入れていた。
したがって、少なくとも1949年のレシピと現在の標準的レシピとでは、違いがあることが判る。

## バリエーション

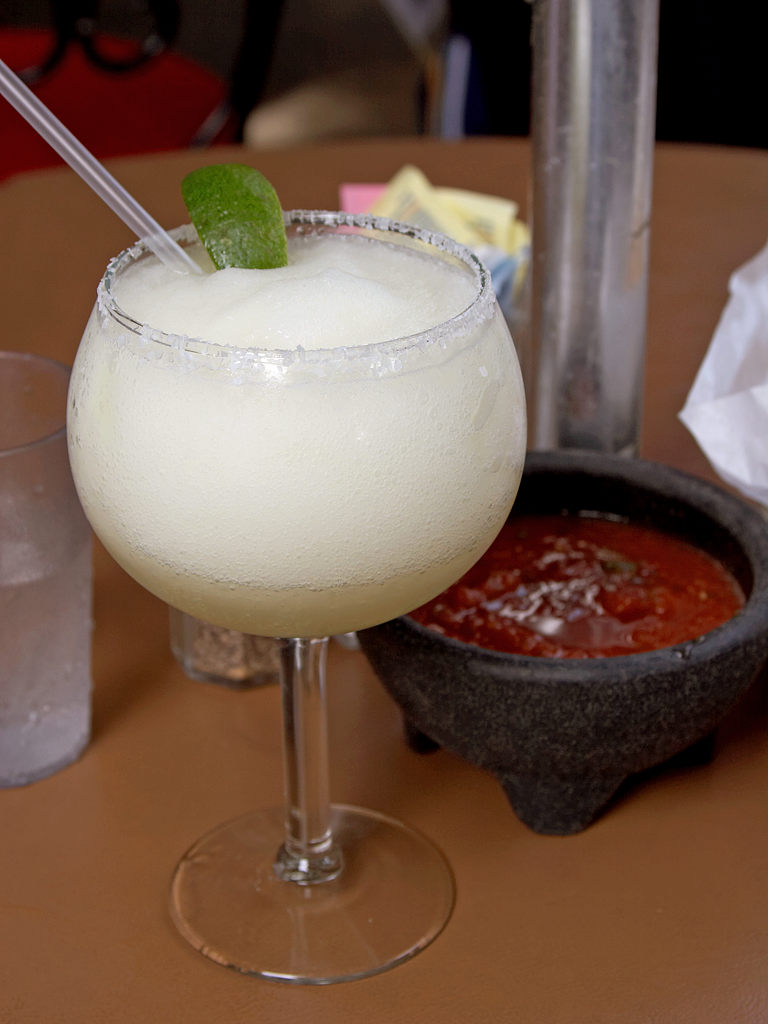
フローズン・マルガリータ

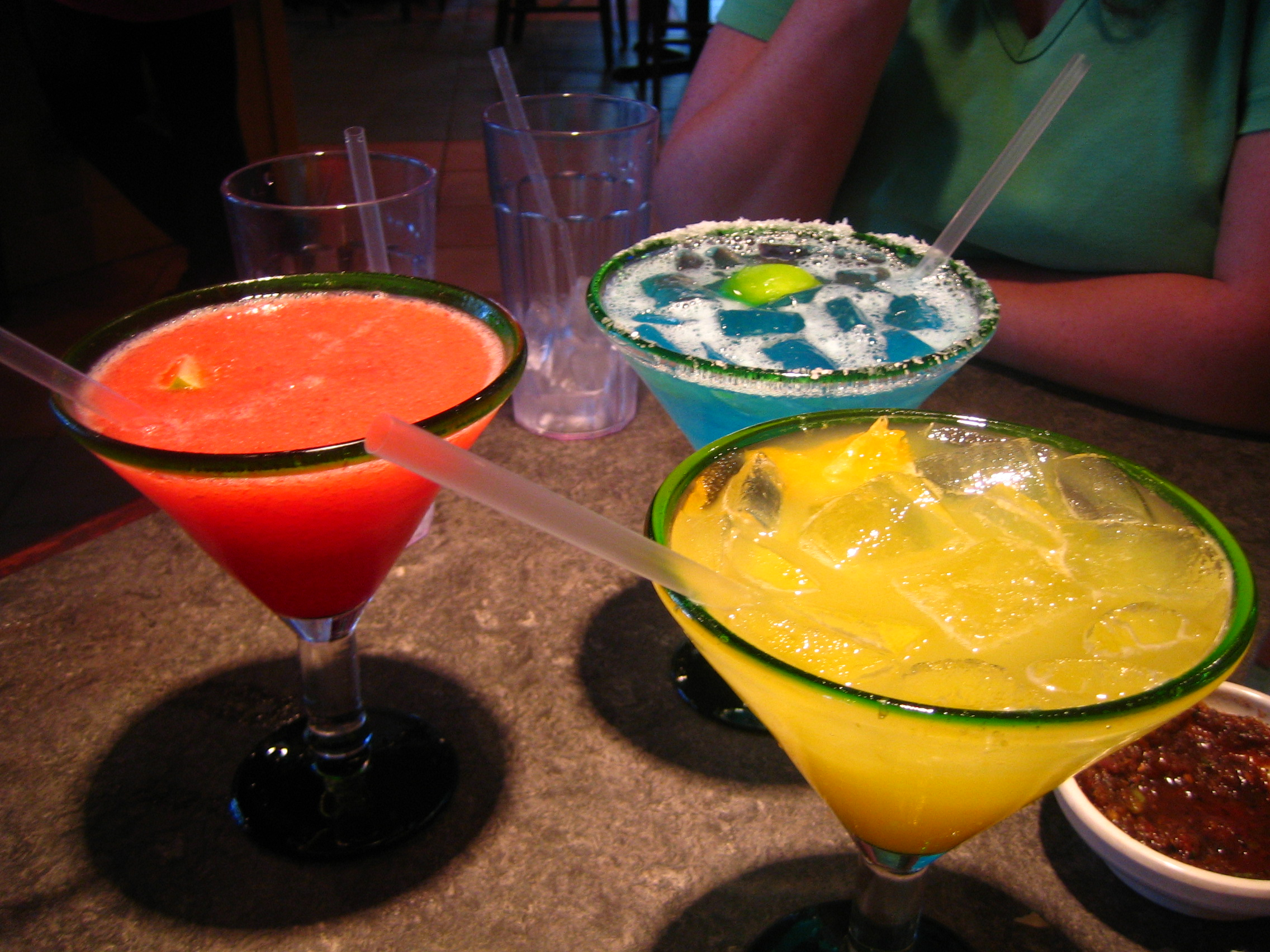
色とりどりのマルガリータ

- コアントロー、ホワイト・キュラソーを変更すると以下のようなバリエーションとなる。
  - ブルー・マルガリータ - ブルー・キュラソー[6]
  - メロン・マルガリータ - メロン・リキュール（ミドリ）[6]
  - グラン・マルガリータ - グラン・マルニエ（オレンジ・キュラソー）
- マルガリータの材料とクラッシュド・アイスをミキサーで混ぜ、シャーベット状にしたものはフローズン・マルガリータと呼ばれる。この場合は冷たさで甘みが弱く感じられるので、砂糖を小さじ1杯加える。
- ベースのテキーラをアガぺ100%の物にし、ホワイト・キュラソーの代わりにアガベシロップを用いてロックスタイルにした物はトミーズ・マルガリータと呼ばれる。

### 備考
サイドカー（または、X-Y-Z、バラライカ、ホワイト・レディ、ウイスキー・サイドカー）のバリエーションと考えることと、ダイキリのバリエーションと考えることがあり、それによってレシピが変わる。サイドカーのバリエーションと考えると、
- テキーラ ＝ 30ml
- ホワイト・キュラソー ＝ 15ml
- ライム・ジュース ＝ 15ml

となり、ダイキリのバリエーションと考えると、
- テキーラ ＝ 45ml
- ライム・ジュース ＝ 15ml
- ホワイト・キュラソー ＝ 1tsp

となる。なおこれは、容量約90mlのカクテル・グラスに作る場合の分量。カクテル・グラスのサイズが小さい場合は、比率を保ったまま減量する。このように、単純に何のカクテルのバリエーションだと言えない側面がある。ただウォッカベースのカクテルであるカミカゼもマルガリータ同様サイドカーのバリエーションと考えることとダイキリのバリエーションと考えることがあるので、マルガリータはカミカゼのバリエーションともいわれることもある。